# Eleccions al Landtag de Baviera de 1962
Les eleccions al Landtag de Baviera de 1962 van ser guanyades per la Unió Social Cristiana de Baviera (CSU) amb majoria absoluta. El Bloc dels Expulsats es queda sense representació parlamentària.
| Partit               | Percentatge | Escons |
| -------------------- | ----------- | ------ |
| CSU                  | 47,9        | 108    |
| SPD                  | 35,0        | 79     |
| FPD                  | 6,0         | 9      |
| Partit de Baviera    | 4,6         | 8      |
| Lliga dels Expulsats | 5,1         | -      |